# Peter Laviolette
Peter Philip Laviolette Jr. (Franklin, 7 de dezembro de 1964) é um norte-americano ex-jogador e treinador profissional de hóquei no gelo que atualmente é o treinador principal do New York Rangers da National Hockey League (NHL).
Inicialmente não selecionado no draft por equipes da NHL, ele jogou um total de 12 jogos com os Rangers na temporada de 1988-89. Após se aposentar como jogador, Laviolette atuou como treinador principal do New York Islanders, Carolina Hurricanes, Philadelphia Flyers, Nashville Predators e Washington Capitals. Ele levou os Hurricanes a uma vitória na Stanley Cup em 2006 e ao vice-campeonato em 2010, assim como os Predators em 2017. Laviolette é o quarto treinador na história da NHL a levar três equipes às finais da Stanley Cup.
Em 13 de outubro de 2021, Laviolette conquistou sua 647ª vitória como treinador principal na NHL, ultrapassando John Tortorella e se tornando o treinador nascido nos Estados Unidos com mais vitórias na história da liga. Em fevereiro de 2022, Laviolette se tornou o 10º treinador na história da NHL a registrar 700 vitórias, e em março de 2024, ele se tornou o oitavo treinador a registrar 800 vitórias.

## Carreira de jogador
Como jogador, Laviolette passou a maior parte de sua carreira de 10 anos jogando por várias equipes de ligas menores. Ele jogou 12 jogos na NHL pelo New York Rangers durante a temporada de 1988-89, mas não conseguiu registrar nenhum ponto. Laviolette também jogou pelos Estados Unidos nas Olimpíadas de Inverno duas vezes (1988 e 1994).

## Carreira de treinador

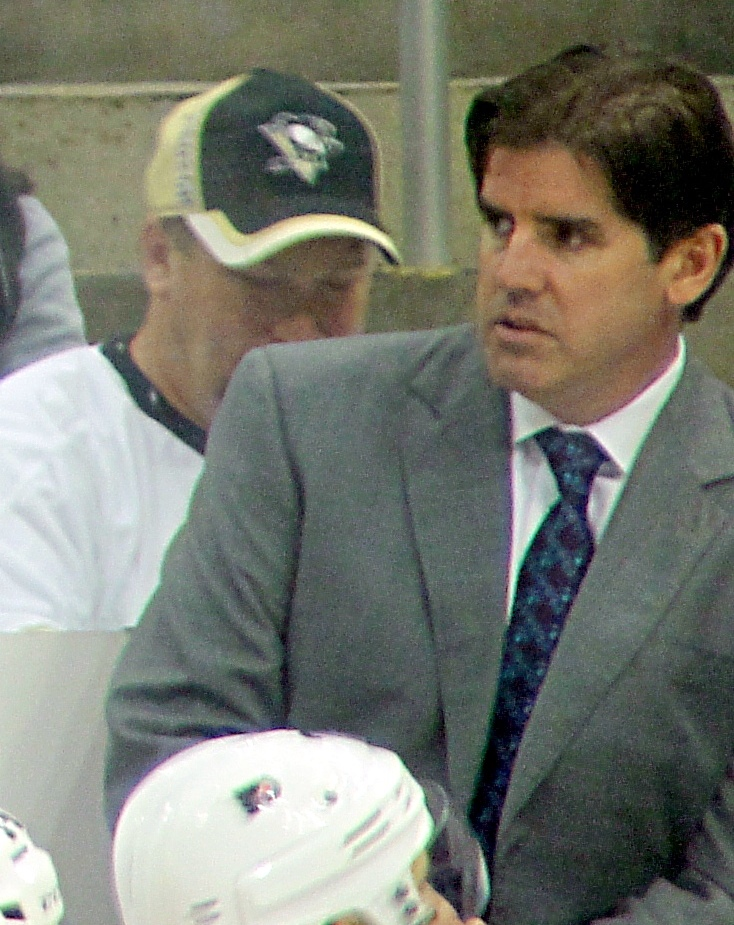
Laviolette treinando o Philadelphia Flyers em abril de 2012

Ele começou sua carreira como treinador principal no Wheeling Nailers da ECHL. Em uma temporada como treinador, ele levou seu time a um recorde de 37–24–9 e uma vaga nos playoffs, onde perderam na terceira rodada. Ele deixou Wheeling para assumir o cargo de treinador principal do Providence Bruins da American Hockey League (AHL). Na temporada de 1998–99, ele treinou a equipe para um recorde de temporada regular de 56–15–4. Nos playoffs, Providence venceu o título da AHL, a Calder Cup, com um recorde de 15–4 nos playoffs. Laviolette foi nomeado o Treinador do Ano da AHL.
O sucesso de Laviolette na AHL lhe rendeu uma passagem como treinador assistente do Boston Bruins. Tendo crescido em Franklin, no subúrbio de Boston, Laviolette ficou desapontado por não conseguir o cargo de treinador principal em Boston após aquela temporada, então ele deixou o time para assumir o cargo de treinador principal em Long Island.

### New York Islanders
Ele se tornou o treinador principal do New York Islanders em 2001. Após assumir o comando do time, que não havia se classificado para os playoffs por sete anos antes de sua chegada, ele levou sua equipe aos playoffs nas duas temporadas em que esteve lá. Em sua primeira temporada em Nova York, os Islanders conquistaram 96 pontos (recorde de 42–28–8–4), quase vencendo a Divisão do Atlântico antes de perder na primeira rodada para o Toronto Maple Leafs em sete jogos. Na temporada seguinte, os Islanders se classificaram para os playoffs, mas perderam em cinco jogos para o Ottawa Senators na primeira rodada. Em 3 de junho de 2003, ele foi demitido.

### Carolina Hurricanes
Laviolette assumiu o cargo de treinador principal do Carolina Hurricanes na temporada de 2003-04. Em sua primeira temporada, ele treinou 52 jogos durante um ano de reconstrução. Laviolette levou os Hurricanes a uma excelente temporada regular em seu segundo ano no comando, vencendo a Divisão Sudeste com 112 pontos (recorde de 52–22–8). Ele também treinou a equipe masculina dos EUA nos Jogos Olímpicos de Inverno de 2006 em Turim. Os Hurricanes conquistaram seu primeiro título da Stanley Cup na história da franquia durante os playoffs de 2006, após vencer duas séries muito disputadas de sete jogos contra o Buffalo Sabres e o Edmonton Oilers. Laviolette foi o quarto treinador nascido nos EUA a vencer a Stanley Cup. Ele também foi o vice-campeão do Prêmio Jack Adams para Treinador do Ano da NHL, que foi concedido a Lindy Ruff, dos Sabres, na votação mais acirrada já registrada para esse prêmio, 155–154.
Após vencer a Stanley Cup, os Hurricanes de Laviolette sofreram com uma temporada de 2006-07 repleta de lesões, que viu o time terminar com um decepcionante campanha de 40–34–8. Na temporada seguinte, a equipe novamente começou mal, mas manteve o primeiro lugar em uma divisão fraca durante a maior parte da temporada. A equipe então esquentou e construiu o que foi visto como uma liderança sólida. No entanto, o Washington Capitals ficou muito forte nas últimas semanas, Carolina perdeu vários jogos no final da temporada, e o grupo de Laviolette perdeu a vaga nos playoffs.
Em 7 de novembro de 2008, após sua 240ª vitória, Laviolette superou John Tortorella para se tornar o treinador nascido nos EUA com mais vitórias na NHL. Tortorella posteriormente superou esse recorde em 2009, e após vários anos de ambos estarem próximos em número de vitórias, Laviolette recuperou a liderança em 2021 enquanto treinava os Capitals.
Em 3 de dezembro de 2008, Laviolette foi demitido como treinador dos Hurricanes e substituído por seu antecessor, Paul Maurice.

### Philadelphia Flyers
Em 4 de dezembro de 2009, Laviolette assumiu como treinador principal do Philadelphia Flyers. Mal conseguindo entrar nos playoffs graças a uma vitória no shootout contra o rival New York Rangers, os Flyers de Laviolette se tornaram o terceiro time da NHL a se recuperar de um déficit de 3-0 na série, derrotando o Boston Bruins por 4-3 no Jogo 7 para chegar às Finais da Conferência Leste de 2010. Em 24 de maio de 2010, Laviolette levou os Flyers às Finais da Stanley Cup contra o Chicago Blackhawks. Os Flyers perderam as Finais em seis jogos, com Chicago vencendo o título na prorrogação em 9 de junho.
Em 1º de abril de 2012, em um jogo contra o Pittsburgh Penguins, Laviolette discutiu com o treinador dos Penguins, Dan Bylsma, após Joe Vitale, dos Penguins, atingir Daniel Brière, dos Flyers, no final do jogo. Laviolette bateu com um taco nas bordas do ringue, quebrando-o ao meio, e continuou a verbalmente confrontar Bylsma e o treinador assistente Tony Granato, um ex-companheiro de equipe de Laviolette durante as Olimpíadas de Inverno de 1988.
A série da HBO, 24/7: Flyers/Rangers, que antecedeu o Winter Classic de 2012, deu aos fãs um acesso raro ao vestiário dos Flyers, e muitas das frases de Laviolette se tornaram bordões populares, como: "Precisamos começar a jogar com mais energia" e, "É o mais relaxado que se pode ser". O próprio Laviolette reconheceu a popularidade de seu bordão ao fazer um vídeo para o Fan Appreciation Game de 2012 agradecendo aos fãs da Filadélfia por "trazerem mais energia do que qualquer outra cidade nos esportes." Para o Jogo 6 das Quartas de Final da Conferência Leste contra o Pittsburgh Penguins, os Flyers distribuíram camisetas laranjas para todos os fãs presentes, apresentando uma imagem raivosa de Laviolette e a frase, "Hora de mostrar energia!!".
Após um início de 0-3 na temporada de 2013-14 pelos Flyers, Laviolette foi demitido em 7 de outubro de 2013. Ele foi substituído pelo treinador assistente Craig Berube.

### Nashville Predators
Em 6 de maio de 2014, Laviolette foi contratado como treinador principal do Nashville Predators, tornando-se o segundo treinador na história da equipe. Ele substituiu Barry Trotz, que serviu por 15 anos como treinador principal dos Predators e foi o único treinador que a franquia havia conhecido. Laviolette e sua equipe em Nashville foram escolhidos para treinar um dos times no All-Star Game da NHL de 2015 por terem a maior porcentagem de pontos na NHL até 8 de janeiro de 2015. Laviolette guiou os Predators a um recorde da franquia de nove vitórias consecutivas em casa com uma vitória de 4–3 sobre o Toronto Maple Leafs em 4 de fevereiro de 2015. Durante a temporada de 2015-16, Laviolette guiou os Predators a um novo recorde da franquia de 14 jogos consecutivos pontuando. A equipe se classificou para os playoffs da Stanley Cup, mas perdeu para o San Jose Sharks na segunda rodada.
Em 2017, os Predators se classificaram novamente para os playoffs com 94 pontos. Na primeira rodada, o time varreu o Chicago Blackhawks por 4-0, marcando a primeira vez na história da NHL que um oitavo colocado varreu uma série de playoffs contra o primeiro colocado da conferência. Na segunda rodada, os Predators derrotaram o St. Louis Blues em seis jogos, marcando a primeira vez que o time avançou para as Finais da Conferência Oeste. Em 16 de maio, os Predators venceram o Anaheim Ducks no Jogo 3 das Finais da Conferência Oeste e se tornaram o primeiro time em 20 anos (desde o Detroit Red Wings em 1997) a alcançar 10 vitórias consecutivas em casa na pós-temporada. Em 22 de maio de 2017, Laviolette guiou os Predators ao primeiro título da Conferência Oeste da franquia, vencendo os Ducks por 6-3 para avançar para as Finais da Stanley Cup. Após perder os dois primeiros jogos para o Pittsburgh Penguins, os Predators empataram a série em 2-2, vencendo os jogos 3 e 4 em casa. Retornando a Pittsburgh, os Predators perderam por 6-0 antes de serem eliminados em casa por 2-0 no jogo 6 das Finais da Stanley Cup em 11 de junho de 2017.
Laviolette foi demitido pelos Predators em 6 de janeiro de 2020, com a equipe ocupando o sexto lugar na divisão na época, com um recorde de 19-15-7.

### Washington Capitals
Em 15 de setembro de 2020, Laviolette foi nomeado treinador principal do Washington Capitals.
Em 14 de abril de 2023, Laviolette e os Capitals concordaram mutuamente em se separar após o time ter ficado de fora dos playoffs pela primeira vez desde a temporada de 2013-14.

### New York Rangers
Em 13 de junho de 2023, o New York Rangers contratou Laviolette como treinador principal. Em seu primeiro ano, ele levou os Rangers a um recorde de 55–23–4, conquistando o Troféu dos Presidentes, e também se tornou o primeiro treinador na história da NHL a guiar seis equipes diferentes aos playoffs da Stanley Cup.

## Vida pessoal
Laviolette e sua esposa Kristen têm dois filhos e uma filha. O filho mais velho de Laviolette, Peter Laviolette III, joga pelo Wheeling Nailers da ECHL, equipe com a qual Laviolette começou sua carreira como treinador, durante a qual Peter Laviolette III nasceu.

## Estatísticas da carreira

### Como jogador
| 1986–87 | Indianapolis Checkers | IHL  | 72  | 10 | 20  | 30  | 146 | 5  | 0 | 1  | 1  | 12 |
| 1987–88 | Colorado Rangers      | IHL  | 19  | 2  | 5   | 7   | 27  | 9  | 3 | 5  | 8  | 7  |
| 1988–89 | New York Rangers      | NHL  | 12  | 0  | 0   | 0   | 6   | —  | — | —  | —  | —  |
| 1988–89 | Denver Rangers        | IHL  | 57  | 6  | 19  | 25  | 120 | 3  | 0 | 0  | 0  | 4  |
| 1989–90 | Flint Spirits         | IHL  | 62  | 6  | 18  | 24  | 82  | 4  | 0 | 0  | 0  | 4  |
| 1990–91 | Binghamton Rangers    | AHL  | 65  | 12 | 24  | 36  | 72  | 10 | 2 | 7  | 9  | 30 |
| 1991–92 | Binghamton Rangers    | AHL  | 50  | 4  | 10  | 14  | 50  | 11 | 2 | 7  | 9  | 9  |
| 1992–93 | Providence Bruins     | AHL  | 74  | 13 | 42  | 55  | 64  | 6  | 0 | 4  | 4  | 10 |
| 1993–94 | United States         | Intl | 56  | 10 | 25  | 35  | 63  | —  | — | —  | —  | —  |
| 1993–94 | San Diego Gulls       | IHL  | 17  | 3  | 4   | 7   | 20  | 9  | 3 | 0  | 3  | 6  |
| 1994–95 | Providence Bruins     | AHL  | 65  | 7  | 23  | 30  | 84  | 13 | 2 | 8  | 10 | 17 |
| 1995–96 | Providence Bruins     | AHL  | 72  | 9  | 17  | 26  | 53  | 4  | 1 | 1  | 2  | 8  |
| 1996–97 | Providence Bruins     | AHL  | 41  | 6  | 8   | 14  | 40  | —  | — | —  | —  | —  |
| IHL     | IHL                   | IHL  | 227 | 27 | 66  | 93  | 395 | 30 | 6 | 6  | 12 | 33 |
| NHL     | NHL                   | NHL  | 12  | 0  | 0   | 0   | 6   | —  | — | —  | —  | —  |
| AHL     | AHL                   | AHL  | 367 | 51 | 124 | 175 | 363 | 44 | 7 | 27 | 34 | 74 |

### Como treinador
| Time                | Ano     | Temporada regular | Temporada regular | Temporada regular | Temporada regular | Temporada regular | Temporada regular | Temporada regular   | Pós-temporada | Pós-temporada | Pós-temporada                                    |
| Time                | Ano     | J                 | V                 | D                 | E                 | OTL               | Pts               | Classificação       | V             | D             | Resultado final                                  |
| ------------------- | ------- | ----------------- | ----------------- | ----------------- | ----------------- | ----------------- | ----------------- | ------------------- | ------------- | ------------- | ------------------------------------------------ |
| New York Islanders  | 2001–02 | 82                | 42                | 28                | 8                 | 4                 | 96                | 2º no Atlântico     | 3             | 4             | Perdeu nas Quartas de Final de Conferência (TOR) |
| New York Islanders  | 2002–03 | 82                | 35                | 34                | 11                | 2                 | 83                | 3º no Atlântico     | 1             | 4             | Perdeu nas Quartas de Final de Conferência (OTT) |
| Carolina Hurricanes | 2003–04 | 52                | 20                | 22                | 6                 | 4                 | (50)              | 3º no Sudeste       | —             | —             | Não foi para os playoffs                         |
| Carolina Hurricanes | 2005–06 | 82                | 52                | 22                | —                 | 8                 | 112               | 1º no Sudeste       | 16            | 9             | Won Stanley Cup (EDM)                            |
| Carolina Hurricanes | 2006–07 | 82                | 40                | 34                | —                 | 8                 | 88                | 3º no Sudeste       | —             | —             | Não foi para os playoffs                         |
| Carolina Hurricanes | 2007–08 | 82                | 43                | 33                | —                 | 6                 | 92                | 2º no Sudeste       | —             | —             | Não foi para os playoffs                         |
| Carolina Hurricanes | 2008–09 | 25                | 12                | 11                | —                 | 2                 | (26)              | (Despedido)         | —             | —             | —                                                |
| Philadelphia Flyers | 2009–10 | 57                | 28                | 24                | —                 | 5                 | (61)              | 3º no Atlântico     | 14            | 9             | Perdeu nas Finais da Stanley Cup (CHI)           |
| Philadelphia Flyers | 2010–11 | 82                | 47                | 23                | —                 | 12                | 106               | 1º no Atlântico     | 4             | 7             | Perdeu nas Semi-Finais de Conferência (BOS)      |
| Philadelphia Flyers | 2011–12 | 82                | 47                | 26                | —                 | 9                 | 103               | 3º no Atlântico     | 5             | 6             | Perdeu nas Semi-Finais de Conferência (NJD)      |
| Philadelphia Flyers | 2012–13 | 48                | 23                | 22                | —                 | 3                 | 49                | 4º no Atlântico     | —             | —             | Não foi para os playoffs                         |
| Philadelphia Flyers | 2013–14 | 3                 | 0                 | 3                 | —                 | 0                 | 0                 | (Despedido)         | —             | —             | —                                                |
| Nashville Predators | 2014–15 | 82                | 47                | 25                | —                 | 10                | 104               | 2º na Central       | 2             | 4             | Perdeu na Primeira Rodada (CHI)                  |
| Nashville Predators | 2015–16 | 82                | 41                | 27                | —                 | 14                | 96                | 4º na Central       | 7             | 7             | Perdeu na Segunda Rodada (SJS)                   |
| Nashville Predators | 2016–17 | 82                | 41                | 29                | —                 | 12                | 94                | 4º na Central       | 14            | 8             | Perdeu nas Finais da Stanley Cup (PIT)           |
| Nashville Predators | 2017–18 | 82                | 53                | 18                | —                 | 11                | 117               | 1º na Central       | 7             | 6             | Perdeu na Segunda Rodada (WPG)                   |
| Nashville Predators | 2018–19 | 82                | 47                | 29                | —                 | 6                 | 100               | 1º na Central       | 2             | 4             | Perdeu na Primeira Rodada (DAL)                  |
| Nashville Predators | 2019–20 | 41                | 19                | 15                | —                 | 7                 | 45                | (Despedido)         | —             | —             | —                                                |
| Washington Capitals | 2020–21 | 56                | 36                | 15                | —                 | 5                 | 77                | 2º na East          | 1             | 4             | Perdeu na Primeira Rodada (BOS)                  |
| Washington Capitals | 2021–22 | 82                | 44                | 26                | —                 | 12                | 100               | 4º na Metropolitana | 2             | 4             | Perdeu na Primeira Rodada (FLA)                  |
| Washington Capitals | 2022–23 | 82                | 35                | 37                | —                 | 10                | 80                | 6º na Metropolitana | —             | —             | Não foi para os playoffs                         |
| Washington Capitals | 2023–24 | 82                | 55                | 23                | —                 | 4                 | 114               | 1º na Metropolitana | 10            | 6             | Perdeu nas Finais de Conferência (FLA)           |
| Total               | Total   | 1,512             | 807               | 526               | 25                | 154               |                   |                     | 88            | 82            | 1 Stanley Cup 14 aparições nos playoffs          |